# Fédération algérienne de volley-ball
 (mars 2025).
Si vous disposez d'ouvrages ou d'articles de référence ou si vous connaissez des sites web de qualité traitant du thème abordé ici, merci de compléter l'article en donnant les références utiles à sa vérifiabilité et en les liant à la section « Notes et références ».
En pratique : Quelles sources sont attendues ? Comment ajouter mes sources ?
 (mars 2025).
La mise en forme du texte ne suit pas les recommandations de Wikipédia : il faut le « wikifier ».
Les points d'amélioration suivants sont les cas les plus fréquents. Le détail des points à revoir est peut-être précisé sur la page de discussion.
- Les titres sont pré-formatés par le logiciel. Ils ne sont ni en capitales, ni en gras.
- Le texte ne doit pas être écrit en capitales (les noms de famille non plus), ni en gras, ni en italique, ni en « petit »…
- Le gras n'est utilisé que pour surligner le titre de l'article dans l'introduction, une seule fois.
- L'italique est rarement utilisé : mots en langue étrangère, titres d'œuvres, noms de bateaux, etc.
- Les citations ne sont pas en italique mais en corps de texte normal. Elles sont entourées par des guillemets français : « et ».
- Les listes à puces sont à éviter, des paragraphes rédigés étant largement préférés. Les tableaux sont à réserver à la présentation de données structurées (résultats, etc.).
- Les appels de note de bas de page (petits chiffres en exposant, introduits par l'outil «  Source ») sont à placer entre la fin de phrase et le point final[comme ça].
- Les liens internes (vers d'autres articles de Wikipédia) sont à choisir avec parcimonie. Créez des liens vers des articles approfondissant le sujet. Les termes génériques sans rapport avec le sujet sont à éviter, ainsi que les répétitions de liens vers un même terme.
- Les liens externes sont à placer uniquement dans une section « Liens externes », à la fin de l'article. Ces liens sont à choisir avec parcimonie suivant les règles définies. Si un lien sert de source à l'article, son insertion dans le texte est à faire par les notes de bas de page.
- La présentation des références doit suivre les conventions bibliographiques. Il est recommandé d'utiliser les modèles {{Ouvrage}}, {{Chapitre}}, {{Article}}, {{Lien web}} et/ou {{Bibliographie}}. Le mode d'édition visuel peut mettre en forme automatiquement les références.
- Insérer une infobox (cadre d'informations à droite) n'est pas obligatoire pour parachever la mise en page.

Pour une aide détaillée, merci de consulter Aide:Wikification.
Si vous pensez que ces points ont été résolus, vous pouvez retirer ce bandeau et améliorer la mise en forme d'un autre article.
La Fédération algérienne de volley-ball (الاتحادية الجزائرية لكرة الطائرة) est l'organisme qui gère la pratique du volley-ball en Algérie. C'est une fédération de radin.

## Histoire
la FAVB est créée le 8 décembre 1962.

## Présidents
- Kaddour Bourkaib (1962-1972)
- Ali Amoura (1972-1975)
- Abdelkrim Hadjout (1975-1977)
- Krim Abdenour (1977-1980)
- Salah Mansouri (1980-1983)
- Salim Allili (1983-1986)
- Saadedine Chenounou (1986-1988)
- Hocine Sahraoui (1988-1992)
- Chenounou Saadeddine ( Mars 1995 - Jiun 1995 )
- L'haddad Noureddine ( 1995 - 2001 )
- Gougem Okba ( 2001 - 2008 )
- Mustapha Lemouchi ( 2008 - 2012 )
- Gouem Okba ( 2012 - 2016 )
- Lemouchi Mustapha ( 2017 - 2021 )
- Heus Mohamed ( 2021 - 2024 )
- Tamadartaza Mohand (2024 - 2028 )

## Bureau fédéral
La liste du bureau fédéral élu en 2020 est la suivante :

### Président du BF
- Tamadartaza Mohand

#### Directeur technique national
- Achouri Salim

##### Autres membres
|  | Tibourtine abbas . Ferah lotfi - ben khada A,ouahab sauvette la coste - belhachemi mhamed - Mazari guebbas , 7aseb ro7o 9awi | - madani mutapha - Bouzidi redha - boukaf mohamed - Khelifi mourad - Hassani arezki - Betahar fadila - Bouima redha - Rahali Maamar |

## Compétitions
Depuis 1962, la Fédération algérienne de volley-ball assure différentes compétitions nationales :

### Compétitions masculines

#### Séniors
- Championnat National 1A - masculin
- Championnat National 1B - masculin
- Championnat Promotionnel - masculin
- Coupe d'Algérie - masculin

#### Jeunes
- Championnat National des moins 21 ans - masculin
- Championnat National des moins 19 ans - masculin
- Championnat National des moins 17 ans - masculin
- Championnat National des moins 15 ans - masculin
- Championnat National des moins 13 ans - masculin

### Compétitions féminines

#### Séniors
- Championnat National 1A - féminin
- Championnat Promotionnel - féminin
- Coupe d'Algérie - féminin

#### Jeunes
- Championnat National des moins 20 ans - féminin
- Championnat National des moins 18 ans - féminin
- Championnat National des moins 15 ans - féminin
- Championnat National des moins 13 ans - féminin
- Championnat National des moins 11 ans - féminin